# Zelleria joannisella
Zelleria joannisella is een vlinder uit de familie van de stippelmotten (Yponomeutidae). De wetenschappelijke naam van de soort werd in 1934 gepubliceerd door Maneval.